# Fushifaru (Lhaviyani)
Pour les articles homonymes, voir Fushifaru.
Fushifaru est une petite île inhabitée des Maldives.

## Géographie
Fushifaru est située dans le centre des Maldives, au Nord-Est de l'atoll Faadhippolhu, dans la subdivision de Lhaviyani.